# Општина Адамуш (Муреш)
Адамуш (рум. Adămuş) општина је у Румунији у округу Муреш.
Oпштина се налази на надморској висини од 451 m.